# Blomberg-Fritsch-affæren
 Der er for få eller ingen kildehenvisninger i denne artikel, hvilket er et problem. Du kan hjælpe ved at angive troværdige kilder til de påstande, som fremføres i artiklen.

Blomberg-Fritsch-affæren (på tysk Blomberg-Fritsch-Krise) var to sammenhængende skandaler i begyndelsen af 1938, som førte til, at de tyske væbnede styrker (Wehrmacht) blev underlagt Adolf Hitler. Som det fremgår af Hossbach-memorandummet, havde Hitler været utilfreds med disse to højest rangerende militærchefer og anså dem for at være for tøvende over for de krigsforberedelser han forlangte.

## Blombergs ægteskab
Affæren begynde, da en politimand meddelte, at den unge kvinde, krigsminister Werner von Blomberg havde giftet sig med den 12. januar 1938, var på pornografiske billeder og derfor ikke havde en ren straffeattest. Det var en overtrædelse af den officerskodeks, som Blomberg selv havde udarbejdet, og kom som et chok for Hitler. Lederen af Luftwaffe, Hermann Göring, havde været Blombergs forlover og Hitler havde været vidne ved brylluppet. Hitler gav Blomberg ordre til at få ægteskabet annulleret for at undgå skandale og bevare hærens ære. Blomberg afviste at annullere ægteskabet, og da Göring truede med at offentliggøre hans kones fortid, tog han sin afsked den 27. januar 1938.

## Fritsch
Begivenhederne i forbindelse med Blombergs ægteskab inspirerede Hermann Göring og Heinrich Himmler til at arrangere en tilsvarende affære for den øverstkommanderende Werner von Fritsch. Göring ønskede ikke at von Fritsch skulle efterfølge Blomberg og blive hans overordnede. Himmler ønskede at svække Wehrmacht og dets fortrinsvis aristokratiske ledere for at styrke sit Schutzstaffel og især Waffen-SS som en konkurrent til den regulære tyske hær. 
Nogle få dage senere beskyldte Himmler og SS Fritsch for at være homoseksuel. En politirapport blev fremskaffet, som Gestapo allerede havde vist Hitler i 1935. Dengang havde Hitler afvist den og beordret den destrueret. 
Det hævdes, at Fritsch af general Ludwig Beck blev opfordret til at gennemføre et militærkup, men det afslog han og tog sin afsked den 4. februar 1938. Han blev fulgt af Walther von Brauchitsch, som Fritsch selv havde anbefalet til posten.

## Reorganisering
Hitler udnyttede situationen til at overføre krigsministerens opgaver til en ny organisation Oberkommando der Wehrmacht (OKW), og Wilhelm Keitel blev den nye leder af OKW den 4. februar 1938. Det svækkede den traditionelle Oberkommando des Heeres (OKH), som nu blev underlagt OKW. 
Hitler udnyttede også situationen til at udskifte adskillige generaler og ministre med mere loyale og overtog i større grad den faktiske kontrol med Wehrmacht, som han allerede formelt havde kommandoen over. Nogle af de højtstående militære ledere protesterede mod disse ændringer, ikke mindst generaloberst Ludwig Beck som rundsendte end skrivelse, der også var underskrevet af generaloberst Gerd von Rundstedt.

## Opfølgning
Det blev snart kendt, at anklagerne var falske. Politirapporten drejede sig om en Rittmeister von Frisch. Himmler fremførte dog et vidne, som støttede anklagen. Wehrmacht krævede, at en æresdomstol af officerer gennemgik Blomberg-Fritsch-affæren. Møderne foregik under forsæde af Hermann Göring personligt. 
Himmlers vidne hævdede at genkende von Fritsch som en officer, han havde set i et homoseksuelt samleje. Vidnet Otto Schmidt var en prostitueret fra München med et langt strafferegister, som var blevet bestukket til at støtte anklagen; hans største kriminelle aktivitet bestod i at udspionere og afpresse homoseksuelle. 
Medlemmerne af det tyske officerskorps var chokerede over behandlingen af von Fritsch, og ved det næste møde kunne Himmler, Göring og selv Hitler være kommet under pres fra dem. Den vellykkede anneksion af Østrig (Anschluss) kort efter, lukkede munden på kritikerne. Generaloberst Beck tog sin afsked den 18. august 1938 og generaloberst von Rundstedt fik tilladelse til at tage sin afsked i oktober 1938.

## Frifindelse
Otto Schmidt trak senere sin beskyldning tilbage, men blev myrdet. Von Fritsch blev frikendt den 18. marts, men skaden var sket. Han blev aldrig genindsat som øverstkommanderende.
Mange medlemmer af Wehrmacht tog aldrig konsekvensen af deres væmmelse over denne hændelse. De følte sig bundet af deres personlige ed til Hitler fra 1934, som ironisk nok var beordret af Blomberg. Herefter var hæren et forholdsvis trofast redskab for Hitler; det førte til dens og hans ødelæggelse.

## Fodnoter
1. ↑   Wheeler-Bennett Nemesis p369
2. ↑  Keitel havde ifølge sine erindringer mødtes med Hitler den 26. januar 1938 for at diskutere Blombergs efterfølger. På dette møde, skrev Keitel, viste Hitler ham anklagen mod Fritsch efter den tyske straffelovs § 175 og forklarede, at trods hans forsøg på at dysse sagen ned, var den nu kommet frem. Se In the Service of the Reich Irving P.51
3. ↑   Hans Gisevius To the Bitter End, p 229

.../

## Eksterne kilder
- http://www.dhm.de/lemo/html/nazi/innenpolitik/fritschblom/